# Trypocopris amedei
Trypocopris amedei es una especie de coleóptero de la familia Geotrupidae.

## Distribución geográfica
Habita en Grecia y Siria.